# Детски филм
Детският филм е филмово произведение – игрален филм, анимация, куклен театър или др. – чиято насоченост е обърната предимно към децата и младежката публика.
Най-често детските филми се отнасят към жанрове като приключенски, приказен, исторически, научнофантастичен, фентъзи, комедия, романтичен или музикален, а се избягват по-тежки или неподходящи жанрове като екшън, трилър, гангстерски, уестърн, героичен, драма, любовен и други подобни.
Тези филми имат лек и забвен сюжет, където действието се развива живо и картините се сменят често – с оглед възрастовата неспособност на публиката да се концентрира дълго време върху един-единствен проблем. Могат да имат развлекателен, образователен, а в много случаи и поучителен характер, като последното силно ги отличава от филмите за възрастни, където стремежът е менторският тон да се избягва на всяка цена.
Подобен тип филми, ако въобще включват някаква драми или конфликти, то те са предимно по детски проблеми и се разрешават сравнително бързо, безпрепятствено и окончателно, за да не се плаши и натоварва детската психика.
Главните герои са предимно деца, животни или приказни същества, понякога дори и растения, а възрастните в повечето случаи играят второстепенна роля.
Примери за детски филми са българските „Васко да Гама от село Рупча“, „Таралежите се раждат без бодли“, „Фильо и Макензен“, американските „Ласи“, „Зенон Зет 3“, „Малка къща в прерията“ и др.